# 56. Primetime Emmy-gála
Az 56. Primetime Emmy-gála során a 2003 és 2004 között főműsoridőben bemutatott, amerikai televíziós programokat értékelték. A jelölteket az Academy of Television Arts & Sciences választotta ki. A Los Angeles-i Shrine Auditoriumben tartott ceremóniát az ABC tűzte műsorra 2004. szeptember 19-én. A műsor házigazdája Garry Shandling volt.

## Győztesek és jelöltek
A nyertesek félkövérrel jelölve.

### Műsorok
| Legjobb vígjátéksorozat | Legjobb drámasorozat |
| --- | --- |
| - Az ítélet: család (Fox) - Félig üres (HBO) - Szeretünk Raymond (CBS) - Szex és New York (HBO) - Will és Grace (NBC)                                                                           | - Maffiózók (HBO) - 24 (Fox) - CSI: A helyszínelők (CBS) - Isteni sugallat (CBS) - Az elnök emberei (NBC)                     |
| Legjobb tévéfilm | Legjobb minisorozat |
| - Egy csoda teremtése (HBO) - És a főszerepben Pancho Villa, mint maga (HBO) - A normandiai partraszálláshoz vezető út (A&E) - Az oroszlán télen (Showtime) - A Reagan család (Showtime)        | - Angyalok Amerikában (HBO) - Amerikai család (PBS) - Őfelsége kapitánya (A&E) - Első számú gyanusított (PBS) - Traffic (USA) |
| Legjobb varieté szkeccssorozat | Legjobb vetélkedő |
| - The Daily Show with Jon Stewart (Comedy Central) - Chappelle’s Show (Comedy Central) - Late Night with Conan O'Brien (NBC) - Late Show with David Letterman (CBS) - Saturday Night Live (NBC) | - Versenyfutás a világ körül (CBS) - American Idol (Fox) - The Apprentice (NBC) - Last Comic Standing (NBC) - Survivor (CBS)  |

### Színészek

#### Főszereplők
| Legjobb férfi főszereplő (vígjátéksorozat) | Legjobb női főszereplő (vígjátéksorozat) |
| --- | --- |
| - Kelsey Grammer – Frasier – A dumagép (Dr. Frasier – A dumagép Crane) (NBC) - Larry David – Félig üres (Önmaga) (HBO) - Matt LeBlanc – Jóbarátok (Joey Tribbiani) (NBC) - John Ritter – Pimaszok, avagy kamaszba nem üt a mennykő (Paul Hennessy) (ABC) (posztumusz) (Epizód: “Premier”) - Tony Shalhoub – Monk – A flúgos nyomozó (Adrian Monk) (USA) | - Sarah Jessica Parker – Szex és New York (Carrie Bradshaw) (HBO) - Jennifer Aniston – Jóbarátok (Rachel Green) (NBC) - Patricia Heaton – Szeretünk Raymond (Debra Barone) (CBS) (Epizód: “Móka Debrával”) - Bonnie Hunt – Life with Bonnie (Bonnie Molloy) (ABC) - Jane Kaczmarek – Már megint Malcolm (Lois) (Fox) (Epizód: “Lakóházbeli parti”)                                                                 |
| Legjobb férfi főszereplő (drámasorozat) | Legjobb női főszereplő (drámasorozat) |
| - James Spader – Ügyvédek (Alan Shore) (ABC) - James Gandolfini – Maffiózók (Tony Soprano) (HBO) - Anthony LaPaglia – Nyomtalanul (Jack Malone) (CBS) - Martin Sheen – Az elnök emberei (Jed Bartlet) (NBC) - Kiefer Sutherland – 24 (Jack Bauer) (Fox)                                                                                                 | - Allison Janney – Az elnök emberei (C. J. Cregg) (NBC) - Edie Falco – Maffiózók (Carmela Soprano) (HBO) - Jennifer Garner – Alias (Sydney Bristow) (ABC) - Mariska Hargitay – Esküdt ellenségek: Különleges ügyosztály (Olivia Benson) (NBC) - Amber Tamblyn – Isteni sugallat (Joan Girardi) (CBS) |
| Legjobb férfi főszereplő (minisorozat, antológiasorozat vagy tévéfilm) | Legjobb női főszereplő (minisorozat, antológiasorozat vagy tévéfilm) |
| - Al Pacino – Angyalok Amerikában (Roy Cohn) (HBO) - Antonio Banderas – És a főszerepben Pancho Villa, mint maga (Pancho Villa) (HBO) - James Brolin – A Reagan család (Ronald Reagan) (Showtime) - Mos Def – Egy csoda teremtése (Vivien Thomas) (HBO) - Alan Rickman – Egy csoda teremtése (Alfred Blalock) (HBO)                                     | - Meryl Streep – Angyalok Amerikában (Hannah Pitt / Ethel Rosenberg / A rabbi / Az ausztrál angyal) (HBO) - Glenn Close – Az oroszlán télen (Aquitániai Eleonóra angol királyné) (Showtime) - Judy Davis – A Reagan család (Nancy Reagan) (Showtime) - Helen Mirren – Első számú gyanusított (Jane Tennison) (PBS) - Emma Thompson – Angyalok Amerikában (Emily nővér / Hajléktalan nő / Az amerikai angyal) (HBO) |
| Legjobb egyedülálló alakítás varieté vagy zenés műsorban | |
| - Elaine Stritch – Elaine Stritch: At Liberty (HBO) - Billy Crystal – 76. Oscar-gála (ABC) - Ellen DeGeneres – Ellen DeGeneres: Here and Now (HBO) - Bill Maher – Real Time with Bill Maher (HBO) - Tracey Ullman – Tracey Ullman in The Trailer Tales (HBO)                                                                                            | |

#### Mellékszereplők
| Legjobb férfi mellékszereplő (vígjátéksorozat) | Legjobb női mellékszereplő (vígjátéksorozat) |
| --- | --- |
| - David Hyde Pierce – Frasier – A dumagép (Niles Crane) (NBC) - Peter Boyle – Szeretünk Raymond (Frank Barone) (CBS) (Epizódok: “Jazz Records” és “A mentor”) - Brad Garrett – Szeretünk Raymond (Robert Barone) (CBS) (Epizódok: “A model” és “Golf érte”) - Sean Hayes – Will és Grace (Jack McFarland) (NBC) - Jeffrey Tambor – Az ítélet: család (George Bluth, Sr.) (Fox)                                                                          | - Cynthia Nixon – Szex és New York (Miranda Hobbes) (HBO) - Kim Cattrall – Szex és New York (Samantha Jones) (HBO) - Kristin Davis – Szex és New York (Charlotte York Goldenblatt) (HBO) - Megan Mullally – Will és Grace (Karen Walker) (NBC) - Doris Roberts – Szeretünk Raymond (Marie Barone) (CBS) (Epizódok: “Köszönöm a megjegyzéseket” és “Hazudozók”) |
| Legjobb férfi mellékszereplő (drámasorozat) | Legjobb női mellékszereplő (drámasorozat) |
| - Michael Imperioli – Maffiózók (Christopher Moltisanti) (HBO) - Steve Buscemi – Maffiózók (Tony Blundetto) (HBO) - Brad Dourif – Deadwood (Doc Cochran) (HBO) - Victor Garber – Alias (Jack Bristow) (ABC) - John Spencer – Az elnök emberei (Leo McGarry (NBC) | - Drea de Matteo – Maffiózók (Adriana La Cerva) (HBO) - Stockard Channing – Az elnök emberei (Abbey Bartlet) (NBC) - Tyne Daly – Amynek ítélve (Maxine Gray) (CBS) - Janel Moloney – Az elnök emberei (televíziós sorozat)\|Az elnök emberei (Donna Moss) (NBC) - Robin Weigert – Deadwood (Calamity Jane) (HBO)                                               |
| Legjobb férfi mellékszereplő (minisorozat, antológiasorozat vagy tévéfilm) | Legjobb női mellékszereplő (minisorozat, antológiasorozat vagy tévéfilm) |
| - Jeffrey Wright – Angyalok Amerikában (Mr. Lies / Norman "Belize" Ariaga / Hajléktalan férfi / Az európai angyal) (HBO) - Justin Kirk – Angyalok Amerikában (Prior Walter / Leatherman in Park) (HBO) - William H. Macy – Raboljuk el Sinatrát! (John Irwin) (Showtime) - Ben Shenkman – Angyalok Amerikában (Louis Ironson / Az óceániai angyal) (HBO) - Patrick Wilson – Angyalok Amerikában (Joe Pitt / Az antarktiszi eszkimó / Mormon atya) (HBO) | - Mary-Louise Parker – Angyalok Amerikában (Harper Pitt) (HBO) - Julie Andrews – Huncut karácsony (Nanny) (ABC) - Anne Heche – Gracie választása (Rowena Larson) (Lifetime) - Anjelica Huston – Vasakaratú angyalok (Carrie Chapman Catt) (HBO) - Angela Lansbury – Fény a távolból (Dora) (CBS)                                                               |

### Rendezők
| Legjobb rendező (vígjátéksorozat) | Legjobb rendező (drámasorozat) |
| --- | --- |
| - Az ítélet: család (Epizód: "Pilot") – Anthony Russo és Joe Russo (Fox) - Félig üres (Epizód: "Az útitárs") – Robert B. Weide (HBO) - Félig üres (Epizód: "Az 5-ös ütő") – Bryan Gordon (HBO) - Félig üres (Epizód: "A túlélő") – Larry Charles (HBO) - Szex és New York (Epizód: "Egy amerikai lány Párizsban, 2. rész") – Tim Van Patten (HBO)                                                   | - Deadwood (Epizód: "Deadwood") – Walter Hill (HBO) - Vészhelyzet (Epizód: "Az eltűnt doki") – Christopher Chulack (NBC) - Kés/Alatt (Epizód: "McNamara/Troy") – Ryan Murphy (FX) - Maffiózók (Epizód: "Hiúságok máglyája") – Allen Coulter (HBO) - Maffiózók (Epizód: "Bérelt parkolóhely") – Tim Van Patten (HBO) |
| Legjobb rendező (varietésorozat) | Legjobb rendező (minisorozat, antológiasorozat vagy tévéfilm) |
| - 76. Oscar-gála – Louis J. Horvitz (ABC) - Bill Maher: Victory Begins at Home – John Moffitt (HBO) - Chappelle’s Show – Neal Brennan,re Allen, Scott Vincent (Comedy Central) - The Daily Show with Jon Stewart – Chuck O'Neil (Comedy Central) - Elaine Stritch: At Liberty – Andy Picheta, Nick Doob, Chris Hegedus, D. A. Pennebaker (HBO) - Late Show with David Letterman – Jerry Foley (CBS) | - Angyalok Amerikában – Mike Nichols (HBO) - A normandiai partraszálláshoz vezető út – Robert Harmon (A&E) - Az oroszlán télen – Andrej Koncsalovszkij (Showtime) - Prime Suspect VI: The Last Witness – Tom Hooper (PBS) - Egy csoda teremtése – Joseph Sargent (HBO)                                              |

### Forgatókönyvírók
| Legjobb forgatókönyv (vígjátéksorozat) | Legjobb forgatókönyv (drámasorozat) |
| --- | --- |
| - Az ítélet: család (Epizód: "Pilot") – Mitchell Hurwitz (Fox) - Frasier – A dumagép (Epizód: "Jó éjt, Seattle!") – Christopher Lloyd, Joe Keenan (NBC) - Szex és New York (Epizód: "Egy amerikai lány Párizsban, 2. rész") – Michael Patrick King (HBO) - Szex és New York (Epizód: "A nyálfaktor") – Julie Rottenberg, Elisa Zuritsky (HBO) - Dokik (Epizód: "My Screw Up") – Neil Goldman, Garrett Donovan (NBC) | - Maffiózók (Epizód: "Bérelt parkolóhely") – Terence Winter (HBO) - Deadwood (Epizód: "Deadwood") – David Milch (HBO) - Maffiózók (Epizód: "Hiúságok máglyája") – Robin Green, Mitchell Burgess (HBO) - Maffiózók (Epizód: "Pánikroham") – Matthew Weiner, Terence Winter (HBO) - Maffiózók (Epizód: "Hol van Johnny?") – Michael Caleo (HBO)                     |
| Legjobb forgatókönyv (varietésorozat) | Legjobb forgatókönyv (minisorozat vagy tévéfilm) |
| - The Daily Show with Jon Stewart (Comedy Central) - Chappelle’s Show (Comedy Central) - Chris Rock: Never Scared (HBO) - Late Night with Conan O'Brien (NBC) - Late Show with David Letterman (CBS) | - Angyalok Amerikában – Tony Kushner (HBO) - És a főszerepben Pancho Villa, mint maga – Larry Gelbart (HBO) - Vasakaratú angyalok – Sally Robinson, Eugenia Bostwick-Singer, Raymond Singer, Jennifer Friedes (HBO) - A Reagan család – Jane Marchwood, Thomas Rickman, Elizabeth Egloff (Showtime) - Egy csoda teremtése – Peter Silverman, Robert Caswell (HBO) |

## Műsorvezetők
A gálán az alábbi műsorvezetők működtek közre:
- Sarah Jessica Parker
- Chris Noth
- Heather Locklear
- Blair Underwood
- Simon Cowell
- Donald Trump
- Laura Linney
- John Turturro
- James Belushi
- Teri Hatcher
- Amber Tamblyn
- Zach Braff
- Mischa Barton
- Adam Brody
- Ben McKenzie
- Debra Messing
- Eric McCormack
- Jimmy Kimmel
- Ty Pennington
- Jon Stewart
- Mos Def
- Tony Shalhoub
- Sharon Stone
- William Shatner
- William Petersen
- Dennis Franz
- George Lopez
- Kathryn Morris
- Anthony LaPaglia
- Amy Jo Scholsohn
- Bruce Milam Jr
- Joely Richardson
- Kiefer Sutherland
- Edie Falco
- James Gandolfini
- Anjelica Huston
- James Spader
- Victor Garber
- Taye Diggs
- Jon Cryer
- Charlie Sheen
- Conan O’Brien
- Gary Sinise
- Melina Kanakeredes
- Treat Williams
- William H. Macy
- Barbara Walters
- Ellen DeGeneres
- Glenn Close

## In Memoriam
A gála "in memoriam" szegmense az alábbi elhunyt személyekről emlékezett meg:
- Paul Winfield
- Alan King
- Julia Child
- June Taylor
- Bob Keeshan
- Ethel Winant
- Michael Kamen
- Jack Elam
- Rod Roddy
- Jack Paar
- Elmer Bernstein
- Jerry Goldsmith
- Donald O'Connor
- Ronald Reagan
- Anna Lee
- Gordon Jump
- Isabel Sanford
- Robert Pastorelli
- Daniel Petrie
- Mary-Ellis Bunim
- Ray Charles
- Marlon Brando
- Peter Ustinov
- Art Carney
- Tony Randall
- Alistair Cooke

## Fordítás
- Ez a szócikk részben vagy egészben  a(z)   56th Primetime Emmy Awards című angol Wikipédia-szócikk fordításán alapul.  Az eredeti cikk szerkesztőit annak laptörténete sorolja fel. Ez a jelzés csupán a megfogalmazás eredetét és a szerzői jogokat jelzi, nem szolgál a cikkben szereplő információk forrásmegjelöléseként.